# KV Magnus Lagabøte
KV Magnus Lagabøte – patrolowiec typu Reine, używany przez Norweską Straż Wybrzeża. Patrolowce typu Reine są zmodyfikowaną wersją patrolowców typu Nornen. 
Okręt, zaprojektowany w norweskim biurze konstrukcyjnym Skipsteknisk AS (projekt ST-610), zbudowany został w Stoczni Remontowej „Gryfia” w Szczecinie. Został zamówiony w 2007 r., a dostarczony w roku 2011. Ma możliwość transportu na pokładzie małych patrolowców i kontenerów.
W 2013 r. patrolowiec został przeniesiony z Sjøheimevernetu do Marynarki Wojennej. KV „Magnus Lagabøte” (W335) służy obecnie w Norweskiej Straży Wybrzeża.